# 州立發展署 (南澳州)
州立發展署（英語：Department of State Development）是南澳州政府部門，專門負責南澳州內發展事宜。於2014年成立，前身是持續進修、就業、科學及科技署（DFEEST）、製造、創新、貿易、資源及能源署（DMITRE）、南澳藝術（ArtsSA）等部分部門。現任署長為杜非文（Mark Duffy）。

## 外部連結
- 南澳州政府相關網站 （页面存档备份，存于）
- 州立發展署網站 （页面存档备份，存于）